# Geomitridae
Geomitridae C.R. Boettger, 1909 è una famiglia di molluschi gasteropodi polmonati dell'ordine Stylommatophora.

## Tassonomia
- Sottofamiglia Geomitrinae C.R. Boettger, 1909
  - Tribù Cochlicellini Schileyko, 1991
    - Cochlicella A. Férussac, 1821
    - Monilearia Mousson, 1872
    - Obelus W. Hartmann, 1842
    - Ripkeniella Hutterer & E. Gittenberger, 1998

  - Tribù Geomitrini C.R. Boettger, 1909
    - Actinella R. T. Lowe, 1852
    - Callina R. T. Lowe, 1855
    - Caseolus R. T. Lowe, 1852
    - Craspedaria R. T. Lowe, 1852
    - Discula R. T. Lowe, 1852
    - Disculella Pilsbry, 1895
    - Geomitra Swainson, 1840
    - Hystricella R. T. Lowe, 1855
    - Lemniscia R. T. Lowe, 1855
    - Moreletina Frias Martins, 2002
    - Pseudocampylaea L. Pfeiffer, 1877
    - Serratorotula Groh & Hemmen, 1986
    - Spirorbula R. T. Lowe, 1852
    - Steenbergia Mandahl-Barth, 1950
    - Wollastonaria De Mattia, Neiber & Groh, 2018

  - Tribù Ponentinini Schileyko, 1991
    - Ponentina P. Hesse, 1921

  - incertae sedis
    - Keraea Gude, 1911
- Sottofamiglia Helicellinae Ihering, 1909
  - Tribù Cernuellini Schileyko, 1991
    - Alteniella Clerx & Gittenberger, 1977
    - Cernuella Schlüter, 1838
    - Microxeromagna Ortiz de Zárate López, 1950
    - Xeroplana Monterosato, 1892
    - Xerosecta Monterosato, 1892

  - Tribù Helicellini Ihering, 1909
    - Backeljaia Chueca, Gómez-Moliner, Madeira & Pfenninger, 2018
    - Candidula Kobelt, 1871
    - Helicella A. Férussac, 1821
    - Orexana Chueca, Gómez-Moliner, Madeira & Pfenninger, 2018
    - Xerogyra Monterosato, 1892
    - Xeroleuca Kobelt, 1877
    - Xeroplexa Monterosato, 1892
    - Xerotricha Monterosato, 1892

  - Tribù Helicopsini H. Nordsieck, 1987
    - Helicopsis Fitzinger, 1833
    - Pseudoxerophila Westerlund, 1879
    - Xerolenta Monterosato, 1892
    - Xeromunda Monterosato, 1892
    - Xeropicta Monterosato, 1892

  - Tribù Plentuisini Razkin, Gómez-Moliner, Prieto, Martínez-Ortí, Arrébola, Muñoz, Chueca & Madeira, 2015
    - Plentuisa Puente & Prieto, 1992

  - Tribù Trochoideini H. Nordsieck, 1987
    - Trochoidea T. Brown, 1827
    - Xerocrassa Monterosato, 1892

  - incertae sedis
    - Peridotitea Torres Alba, Holyoak, D. T., Holyoak, G. A., Vázquez Toro & Ripoll, 2018